# إيمانويل لويشبور
إيمانويل لويشبور (بالإسبانية: Emanuel Sebastián Loeschbor) (16 أكتوبر 1986 بقرطبة في الأرجنتين - ) هو لاعب كرة قدم أرجنتيني في مركز الدفاع. لعب مع كروز آزول وكيلمس ونادي راسينغ وسان مارتين دي توكومان ‏ وCruz Azul Hidalgo ‏ ونادي موريليا الرياضي وطوروس نيزا وJuventud Antoniana ‏.

## وصلات خارجية
- إيمانويل لويشبور على موقع قاعدة بيانات كرة القدم.إي يو (الإنجليزية)
- إيمانويل لويشبور على موقع Soccerway.com (الإنجليزية)
- إيمانويل لويشبور على موقع AS.com (الإسبانية)